# Elizabeth J. Feinler
Elizabeth Jocelyn "Jake" Feinler (Wheeling, Virginia Occidental, 2 de marzo de 1931) es una científica informática estadounidense. Fue directora del Network Information Systems Center en el Stanford Research Institute (SRI International) desde 1972 hasta 1989. Su grupo operó el Network Information Center (NIC) para ARPANET a medida que evolucionó hacia la Defense Data Network (DDN) e Internet.

## Primeros años y educación
Feinler nació el 2 de marzo de 1931 en Wheeling, Virginia Occidental, donde pasó su infancia. Recibió una licenciatura en West Liberty State College, convirtiéndose así en la primera de su familia en asistir a la universidad.

## Carrera profesional

### Comienzos
Elizabeth estaba trabajando para obtener un Ph.D en bioquímica en la Universidad de Purdue cuando ella decidió ganar algo de dinero trabajando durante un par de años antes de empezar su tesis. Trabajando en la Chemical Abstracts Service en Columbus, Ohio, ayudó como editora asistente en un gran proyecto para indexar los compuestos químicos del planeta. Entonces ella quedó intrigada ante el desafío de crear tales compilaciones de datos, por lo que nunca volvió a la bioquímica. En cambio, en 1960 se mudó a California, donde se unió al Departamento de Investigación de Información en el Instituto de Investigación de Stanford (ahora SRI International), donde trabajó para desarrollar el Manual de Psicofarmacología (Handbook of Psychopharmacology) y el Manual de Economía de Procesos Químicos (Chemical Process Economics Handbook).

### ARPANET y NIC
Feinler dirigía la sección de Investigación de Literatura de la biblioteca del SRI cuando, en 1972, Doug Engelbart la reclutó para unirse a su Centro de Investigación de Aumento (ARC), patrocinado por la Oficina de Técnicas de Procesamiento de Información de la Agencia de Proyectos de Investigación Avanzada (DARPA). Su primera tarea fue escribir un Manual de Recursos para la primera de demostración de ARPANET en la International Conference on Computer Communications. Para 1974 ella era la principal investigadora que ayudó a planificar y ejecutar el nuevo Network Information Center (NIC) para ARPANET.
El NIC brindó servicios de referencia a los usuarios (inicialmente por teléfono y por correo físico), mantuvo y publicó un directorio de personas (las "páginas blancas"), un manual de recursos (las "páginas amarillas", una lista de servicios), y un manual de protocolo. Después de que el Network Operations Center en Bolt, Bernek and Newman trajera nuevos hosts a la red, el NIC registró nombres, proveyó accesos de control a los terminales, y distribuyó RFCs. Feinler, trabajando con Steve Crocker, Jon Postel, Joyce Reynolds y otros miembros del Network Working Group (NWG), desarrolló RFC en el conjunto oficial de notas técnicas para ARPANET y más tarde en Internet. El NIC proveyó los primeros enlaces  documentos en línea utilizando el sistema NLS Journal desarrollado en ARC. Engelbart continuó la investigación de vanguardia en el ARC, mientras que la NIC brindó un servicio a todos los usuarios de la red. Esto llevó a esclarecer el NIC como un proyecto separado con Feinler como gerente.
El equipo de NWG y Feinler definieron un formato de archivo de texto simple para nombres de host en 1974, y revisaron el formato varias veces a medida que las redes evolucionaron. La tabla de host en sí se actualizaba continuamente casa a diario. En 1975, la agencia de Comunicación y Defensa (DCA) tomó control operacional y apoyo, y con el tiempo dividió el ARPANET en redes de investigación y militares. DCA usó el nombre Defense Data Network para referirse a la combinación, y el NIC sirvió como su centro de información. Cuando el correo electrónico y el Protocolo de Trasferencia de Datos (FTP) estuvieron disponibles alrededor de 1976, el NIC los usó para entregar información a los usuarios a través de la red. En 1977, Postel se mudó al Instituto de Ciencias de la Información, y el editor de RFC y las funciones de asignación de números se mudaron con él, mientras el NIC se quedó en SRI. En 1979, Feinler y su grupo estaban trabajando en formas de ampliar el servicio de nombres. En 1982, Ken Harrenstien y Vic White definieron un protocolo de Internet en su grupo para acceder al directorio en línea de personas llamado Whois. A medida que Internet se expandía, el Sistema de Nombres de Dominio se diseñaba para manejar el crecimiento al delegar la autoridad de nombres a los servidores de nombres distribuidos. Su grupo se convirtió en la autoridad general de nombres de Internet, desarrollando y administrando los registros de nombres de los dominios de nivel superior de .mil, .gov, .edu, .org y .com. Incluso los nombres de nivel superior, basados en categorías genéricas como .com, fueron sugerencias del equipo NIC, aprobadas por la comunidad de desarrolladores de Internet.

### Últimos años de carrera
Después de que Feinler dejase el SRI, en 1989, trabajó como gerente de requisitos de red y ayudó a desarrollar directrices para administrar el NIC de ciencia de la NASA (NSI) en el Centro de Investigación Ames de la NASA.
Feinler donó una extensa colección de documentos de los primeros años de Internet al Museo Histórico de Ordenadores en Mountain View, California y después de jubilarse en la NASA en 1996 trabajó como voluntaria en el museo para organizar el material.
En 2012, Feinler fue incluida en el Salón de la Fama de Internet por la Sociedad de Internet. En julio de 2013 recibió el Premio al Servicio Jonathan B. Postel "por sus contribuciones al desarrollo temprano y la administración de Internet a través de su liderazgo del Network Information Center (NIC) para ARPANET".

## Nombre de usuario
Feinler explicó como ella consiguió su username, "Jake": 
When I was born, double names were popular. My real name is Elizabeth Jocelyn Feinler, and my family was going to call me Betty Jo to match my sister’s name, Mary Lou. Only two at the time, my sister’s version of Betty Jo sounded like Baby Jake. I always say, Thank goodness they dropped the "Baby".